# Blair (contea di Blair)
Blair  è una township degli Stati Uniti d'America, nella contea di Blair nello Stato della Pennsylvania. Secondo il censimento del 2000 la popolazione è di 4.587 abitanti.

## Società

### Evoluzione demografica
La composizione etnica vede una maggioranza di quella bianca (98,89%), seguita da quella asiatica (0,44%) dati del 2000.
| township di Blair Popolazione |       |
| 2000                          | 4.587 |
| Stima al 2009                 | 4.741 |